# چپقلو (بناب)
چپقلو یکی از روستاهای استان آذربایجان شرقی است که در دهستان بناجوی غربی بخش مرکزی شهرستان بناب واقع شده‌است.این روستا ۲۱۸۹ نفر جمعیت دارد.